# Ichiro Yoshizawa
Ichiro Yoshizawa (1903 – 1998) fue un montañero japonés y jefe de expedición. Dirigió el segundo ascenso al K2 realizado en 1977 y varias expediciones japonesas. Fue miembro del "Club Japonés Alpino" desde 1925 e igualmente del "American Alpine Club" y del "Alpine Club" de Londres. 
En 1961, Yoshizawa, dirigió la primera expedición japonesa a los Andes que realizó la primera ascensión del Pucahirca Norte, uno de los picos de más de 6000 metros que quedaba sin ascender en el Perú y otros picos de la Cordillera de Apolobamba.
Además de su actividad deportiva, escribió varios libros de escalada, realizó traducciones del inglés. Uno de sus trabajos más importantes es Mapas de montañismo del Mundo, en dos volúmenes.
En 1972 fue elegido vicepresidente del Club Alpino Japonés y miembro honorario en 1977.